# Steven Dias
Steven Benedic Dias (ur. 25 grudnia 1983 w Bombaju) – indyjski piłkarz, grający na pozycji pomocnika w klubie Churchill Brothers.

## Kariera klubowa
Steven Dias rozpoczął swoją karierę w występującego w National Football League Air India Bombaj w 2001. W latach 2003–2010 był zawodnikiem Mahindra United, z którym zdobył mistrzostwo Indii w 2006 oraz Puchar Federacji w 2005. Od 2010 jest zawodnikiem Churchill Brothers.

## Kariera reprezentacyjna
W reprezentacji Indii Dias zadebiutował w 2004 roku. W 2007 uczestniczył w eliminacjach Mistrzostw Świata 2010.
W 2008 Dias wygrał z reprezentacją AFC Challenge Cup, co oznaczało wywalczenie awansu do Pucharu Azji, po 27-letniej przerwie. Gawli znalazł się w kadrze na ten turniej. Dotychczas rozegrał w reprezentacji 31 spotkań i strzelił 8 bramek.